# Dråbe
En dråbe er en lille (kugleformet) væskemængde, f.eks. i form af regndråber eller dryp fra en vandhane, et utæt tag eller andet, hvor væskegennemstrømningen er så ringe, at der ikke dannes en kontinuerlig stråle.
Om der dannes dråber eller en stråle afhænger blandt andet af væskens overfladespænding og viskositet. 

## Regndråber
Regndråber dannes ved, at varm og fugtig luft stiger til vejrs, og møder den køligere luft i de højere luftlag. Herved afkøles den fugtige luft, og kan ikke længere indeholde så meget vand i (usynlig) dampform, hvorfor det overskydende vand kondenserer, og bliver til skyer bestående af bittesmå vanddråber. Når vanddråberne bliver så store og tunge, at de ikke længere kan holde sig svævende, falder de ned fra skyerne som regndråber.
I en regnbue på himmelen dannes de kromatisk farvede ringe ved, at solens hvide lys brydes i bittesmå regndråber som i et prisme.

## Dosering med dråber
Når man har brug for præcis dosering af meget små væskemængder, f.eks. i forbindelse med drypning af øjne eller ører, bruger man ofte dråber som praktisk måleenhed, idet doseringen sker med en pipette eller en flaske forsynet med en særlig dryptud eller dryphætte, hvormed det er nemt at kontrollere hvor mange dråber, der doseres med.

## Kviksølv og dråber
Det flydende og sølvskinnende tungmetal kviksølv er bl.a. interessant derved, at det kan danne små kuglerunde dråber, der kan trille, og ikke opsuges af underlaget. Knuser man sådan en kugle, dannes der øjeblikkeligt bittesmå kuglerunde dråber, der også kan trille. De små dråber kan også nemt trilles sammen igen til én større. På grund af kviksølvets giftighed frarådes det dog kraftigt, at man selv eksperimenter med dette derhjemme. 

## Meget tyktflydende væsker
Et forsøg, der startede i 1944, har endelig vist, at selv en væske, der er to millioner gange mere tyktflydende end honning, kan dryppe og lave en dråbe.